# Grothendiecks sammanhängandesats
Inom matematiken är Grothendiecks sammanhängandesats (Grothendieck 2005, XIII.2.1, Lazarsfeld 2004, theorem 3.3.16.) ett resultat som säger att om A är en fullständig lokal ring vars spektrum är k-sammanhängande och f är i maximala idealet, då är Spec(A/fA) (k − 1)-sammanhängande. Att ett Noetherskt schema är k-sammanhängande betyder att dess dimension är större än k and the komplementet av varje sluten delmängd av dimension mindre än k är sammanhängande. Grothendieck XIII.2.1
Den är en lokal analogi Bertinis sats.